# Eremogone congesta
Eremogone congesta är en nejlikväxtart som först beskrevs av Thomas Nuttall, Torr och Gray, och fick sitt nu gällande namn av S.Ikonnikov. Eremogone congesta ingår i släktet Eremogone och familjen nejlikväxter.

## Underarter
Arten delas in i följande underarter:
- E. c. cephaloidea
- E. c. charlestonensis
- E. c. crassula
- E. c. lithophila
- E. c. prolifera
- E. c. simulans
- E. c. subcongesta
- E. c. suffrutescens

## Bildgalleri

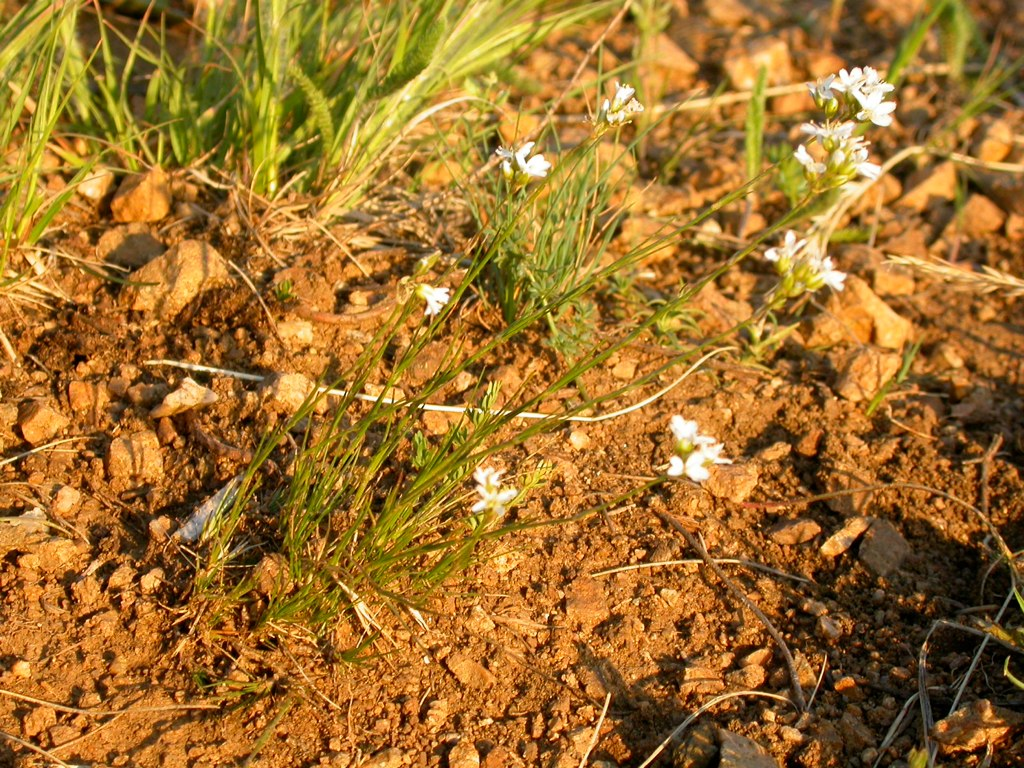
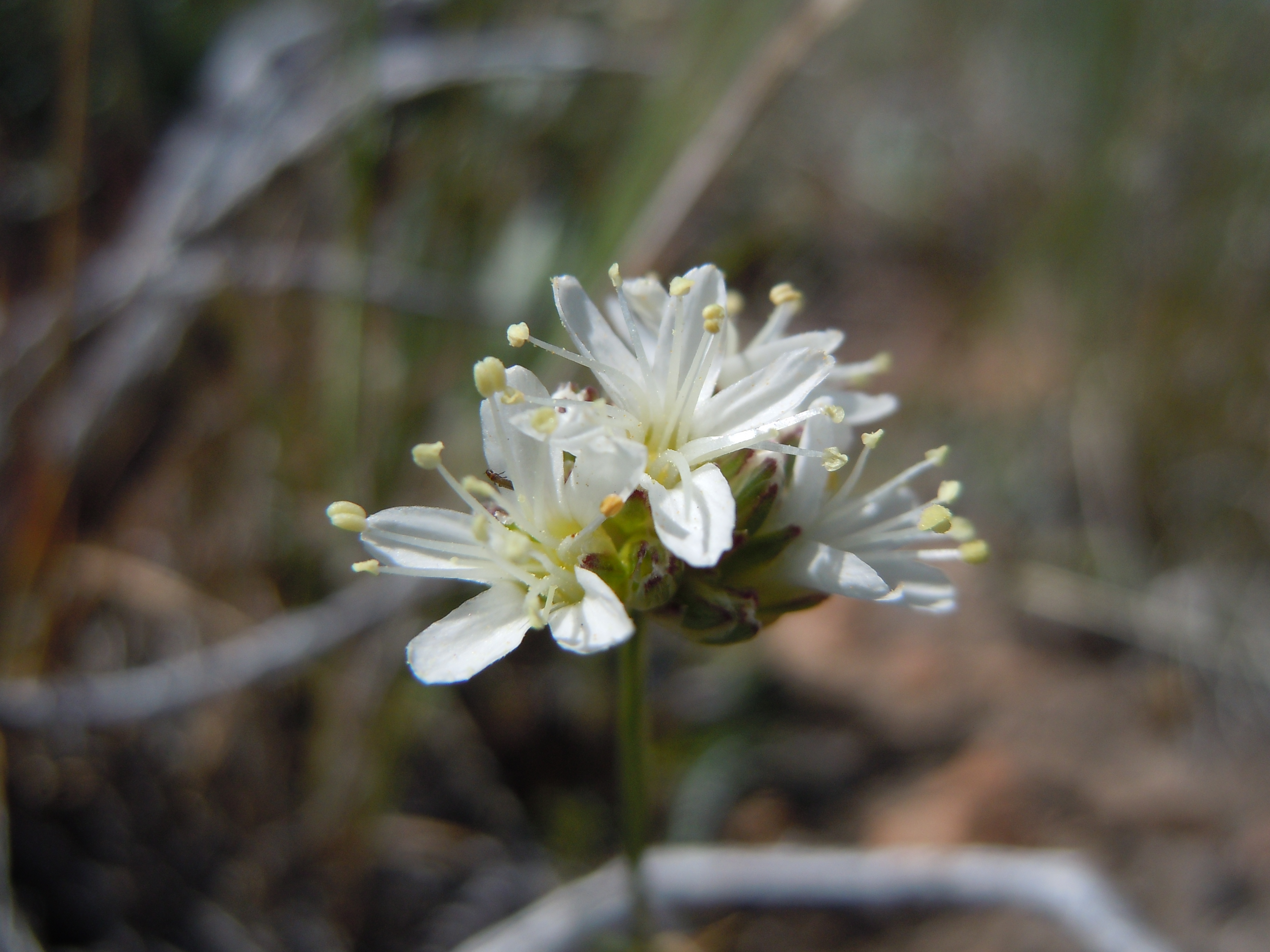
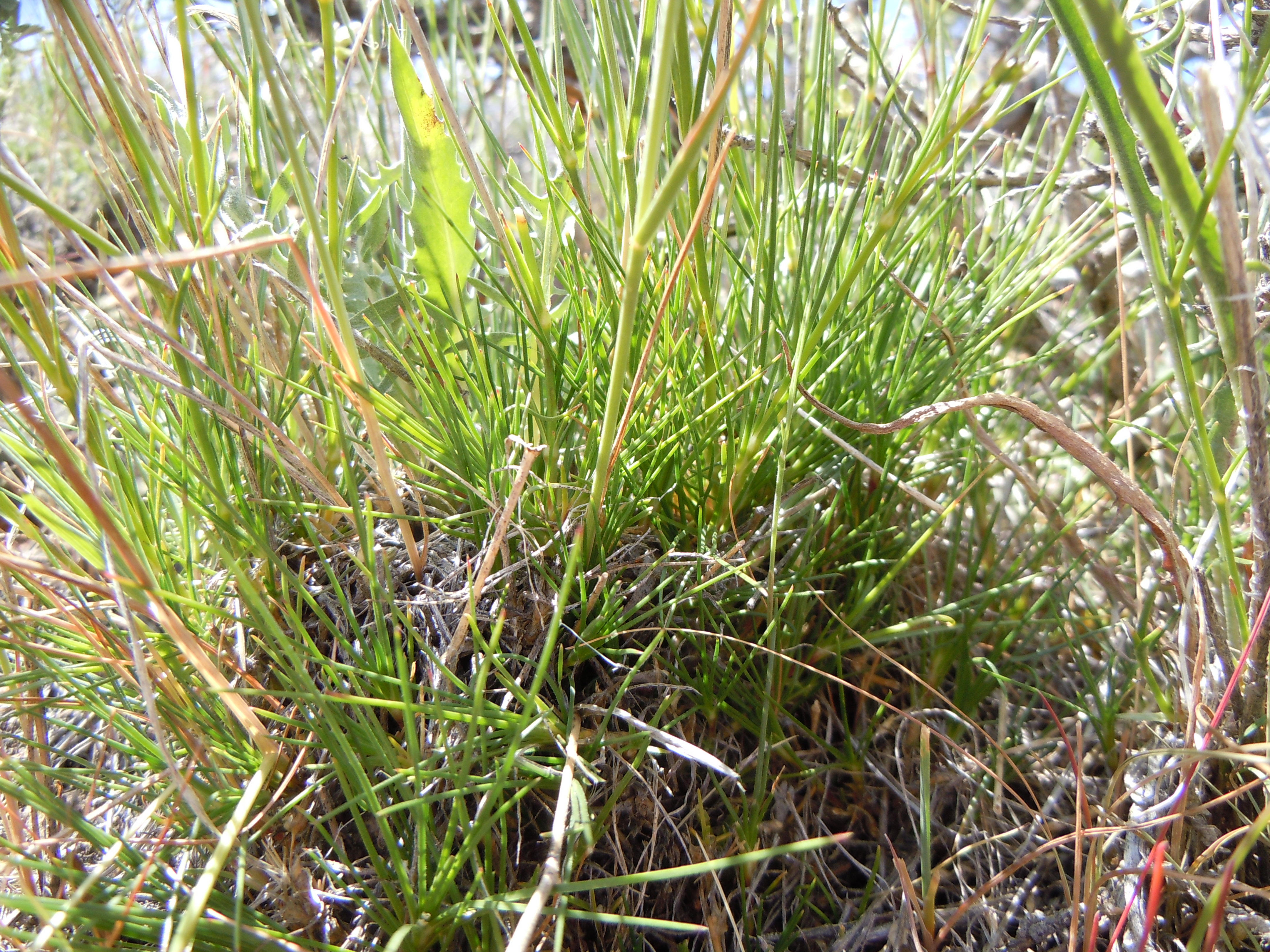
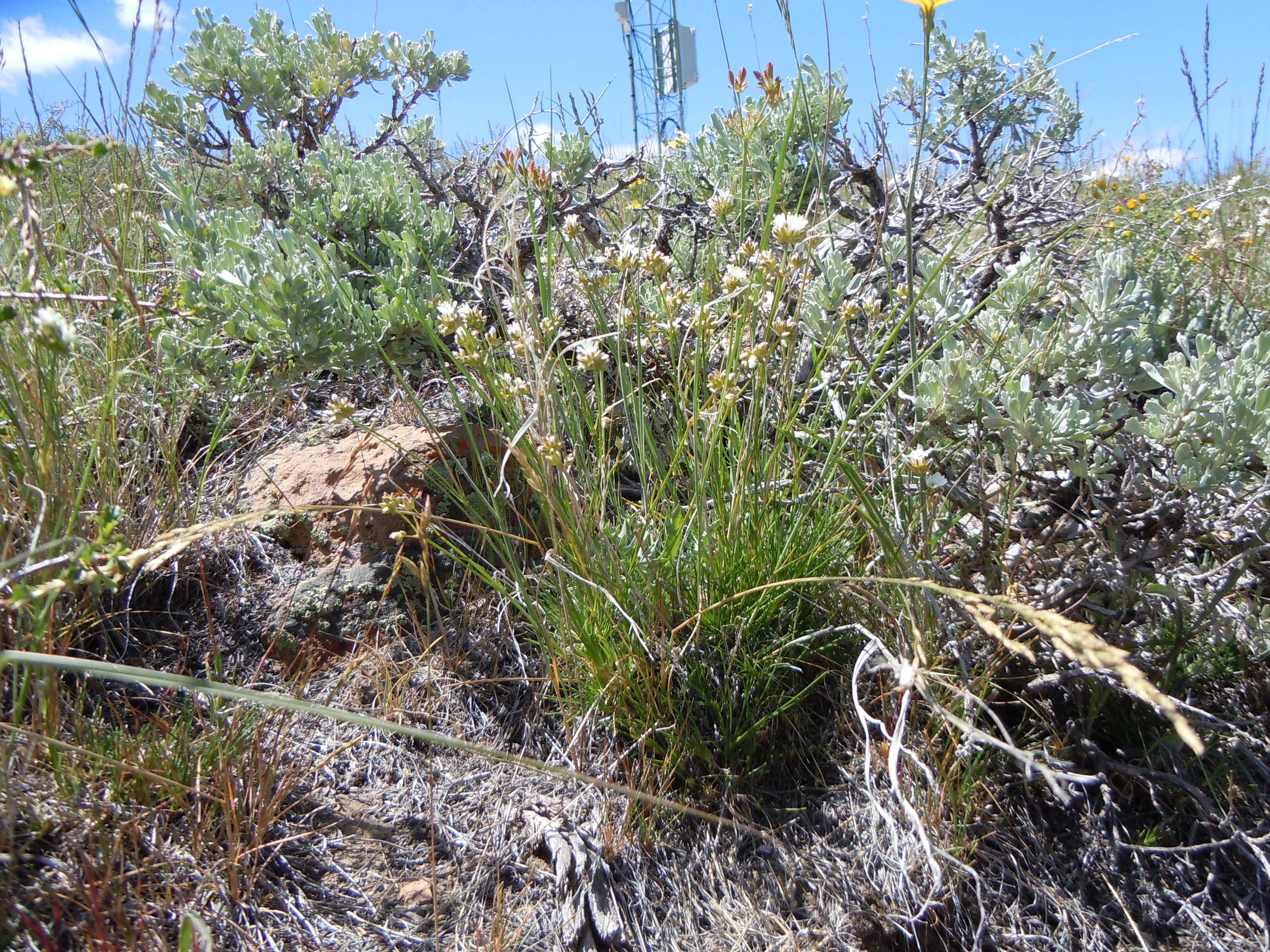
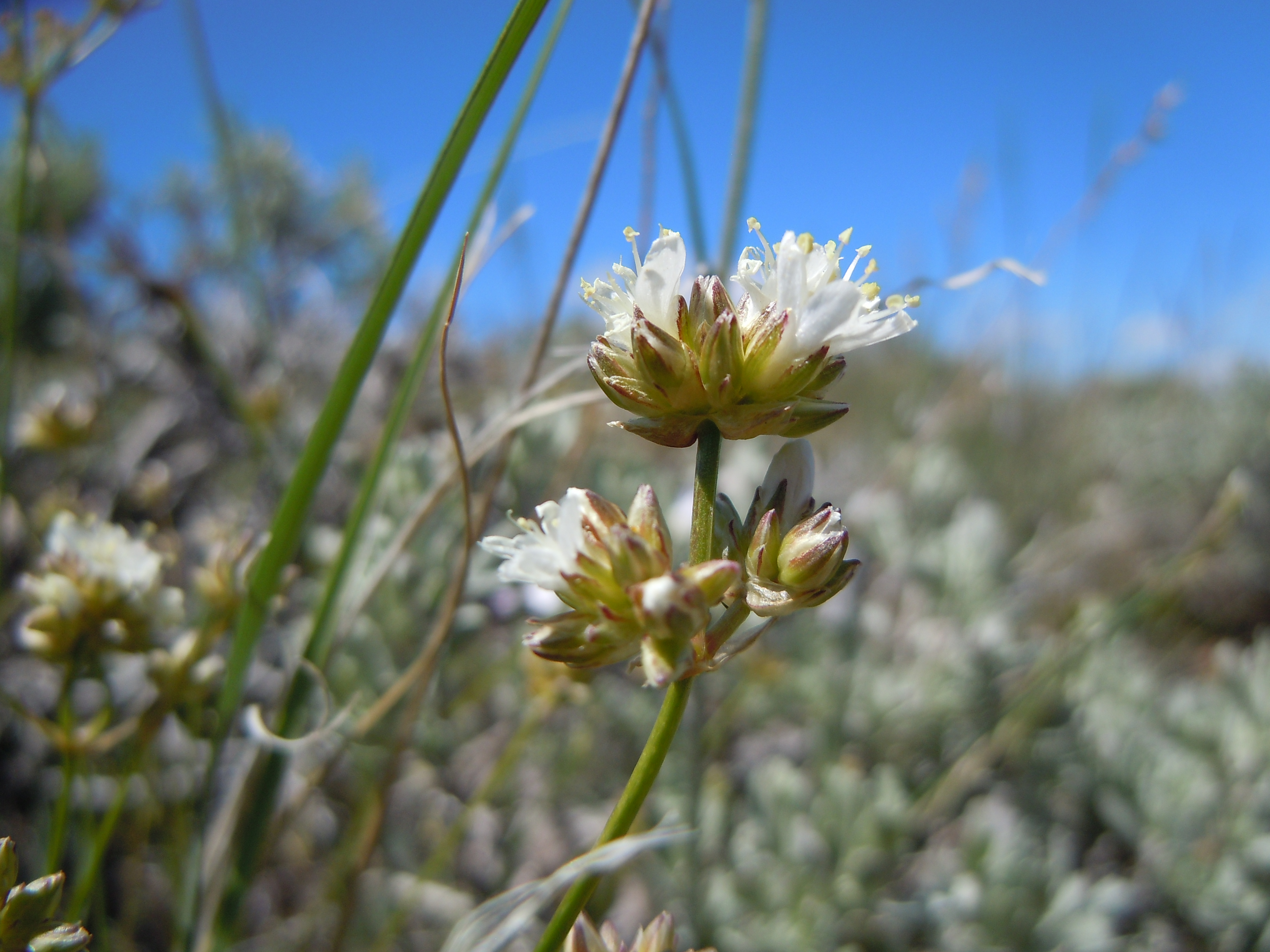
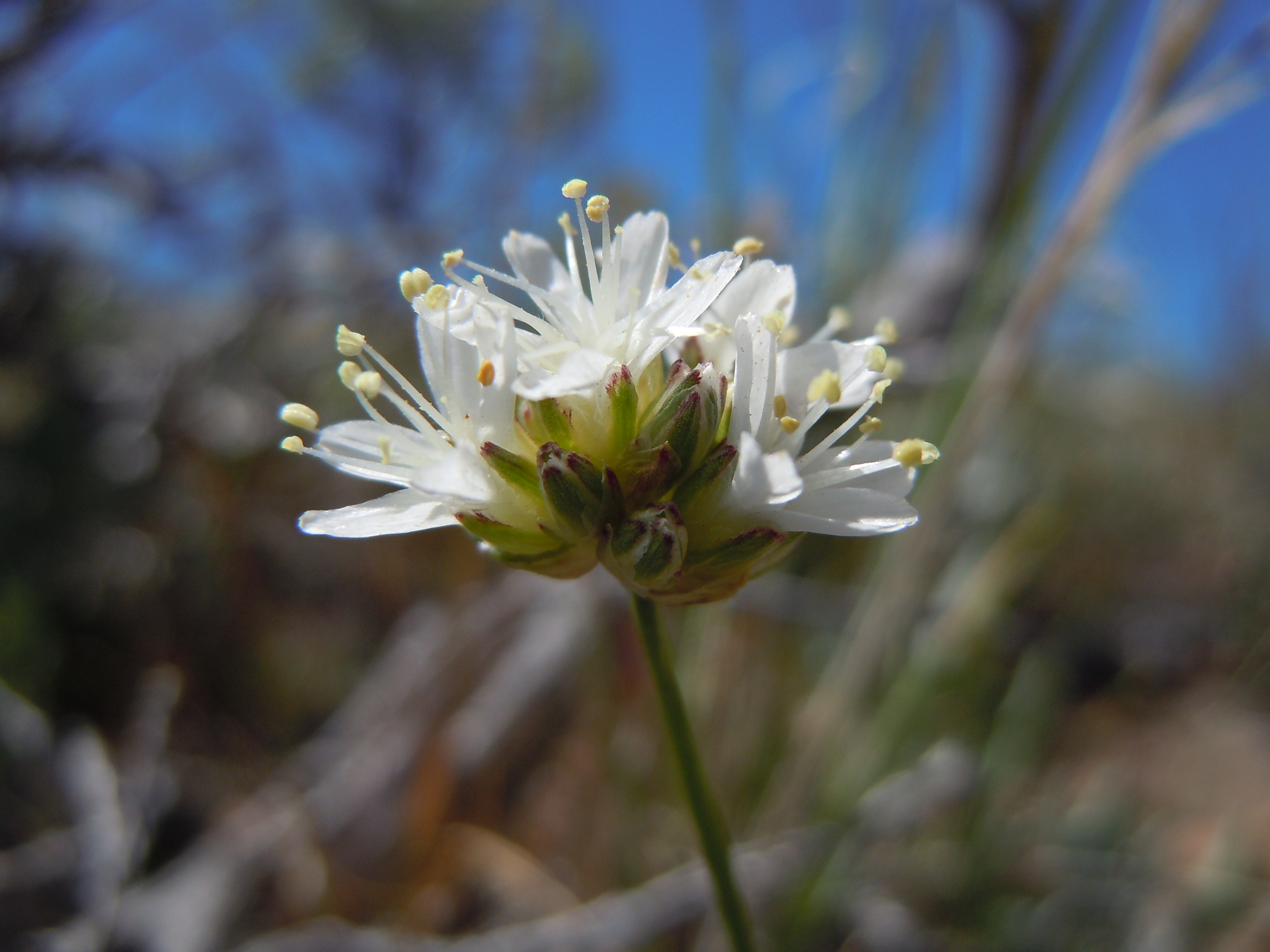